# Магтомеді (Міннесота)
Магтомеді (англ. Mahtomedi) — місто (англ. city) в США, в окрузі Вашингтон штату Міннесота. Населення — 8138 осіб (2020).

## Географія
Магтомеді розташоване за координатами 45°4′10″ пн. ш. 92°57′37″ зх. д. / 45.06944° пн. ш. 92.96028° зх. д. (45.069581, -92.960165).  За даними Бюро перепису населення США в 2010 році місто мало площу 14,90 км², з яких 9,03 км² — суходіл та 5,87 км² — водойми.

## Демографія
Згідно з переписом 2010 року, у місті мешкало 7676 осіб у 2827 домогосподарствах у складі 2126 родин. Густота населення становила 515 осіб/км².  Було 2910 помешкань (195/км²).
Расовий склад населення:
| - 94,2 % — білих - 2,3 % — чорних або афроамериканців - 1,2 % — азіатів - 0,2 % — корінних американців - 0,1 % — вихідців з тихоокеанських островів |

До двох чи більше рас належало 1,7 %. Частка іспаномовних становила 1,3 % від усіх жителів.
За віковим діапазоном населення розподілялося таким чином: 27,1 % — особи молодші 18 років, 59,6 % — особи у віці 18—64 років, 13,3 % — особи у віці 65 років та старші. Медіана віку мешканця становила 44,2 року. На 100 осіб жіночої статі у місті припадало 93,9 чоловіків;  на 100 жінок у віці від 18 років та старших — 89,0 чоловіків також старших 18 років.
Середній дохід на одне домашнє господарство  становив 123 872 долари США (медіана — 94 258), а середній дохід на одну сім'ю — 143 243 долари (медіана — 110 658). Медіана доходів становила 80 523 долари для чоловіків та 61 223 долари для жінок. За межею бідності перебувало 8,2 % осіб, у тому числі 13,2 % дітей у віці до 18 років та 8,9 % осіб у віці 65 років та старших.
Цивільне працевлаштоване населення становило 3999 осіб. Основні галузі зайнятості: освіта, охорона здоров'я та соціальна допомога — 28,8 %, науковці, спеціалісти, менеджери — 12,8 %, виробництво — 12,2 %.